# Port lotniczy Komsomolsk nad Amurem
Port lotniczy Komsomolsk nad Amurem (IATA: KXK, ICAO: UHKK) – port lotniczy położony 17 km na południe od Komsomolska nad Amurem, w Kraju Chabarowskim, w Rosji.

## Linie lotnicze i połączenia
| Linia lotnicza | Kierunek       |
| -------------- | -------------- |
| Aurora         | 1. Władywostok |